# Zimakani jezik
Zimakani jezik (baegwa, bagwa zimakani, dea; ISO 639-3: zik), transnovogvinejski jezik uže skupine marind, kojim govori 1 500 ljudi (1990 UBS) uz južnu obalu jezera Murray u provinciji Western u Papui Novoj Gvineji.
S jezikom Kuni-Boazi [kvg] čini podskupinu boazi. Ima tri dijalekta, zimakani, bagwa (begua, mbegu) i dea. Dijalektom mbegu govore samo pripadnici plemena Mbegu, dok dijalektom zimakani uz tri Zimakani plemena govori i pleme Gumakan koje se služi i boazijem.

## Vanjske poveznice
- Ethnologue (14th)
- Ethnologue (15th)